# Marbache
Marbache is een gemeente in het Franse departement Meurthe-et-Moselle in de regio Grand Est. De plaats maakt deel uit van het arrondissement Nancy. Marbache telde op 1 januari 2022 1.671 inwoners.

## Geografie
De oppervlakte van Marbache bedroeg op 1 januari 2022 10,63 vierkante kilometer; de bevolkingsdichtheid was toen 157,2 inwoners per km².

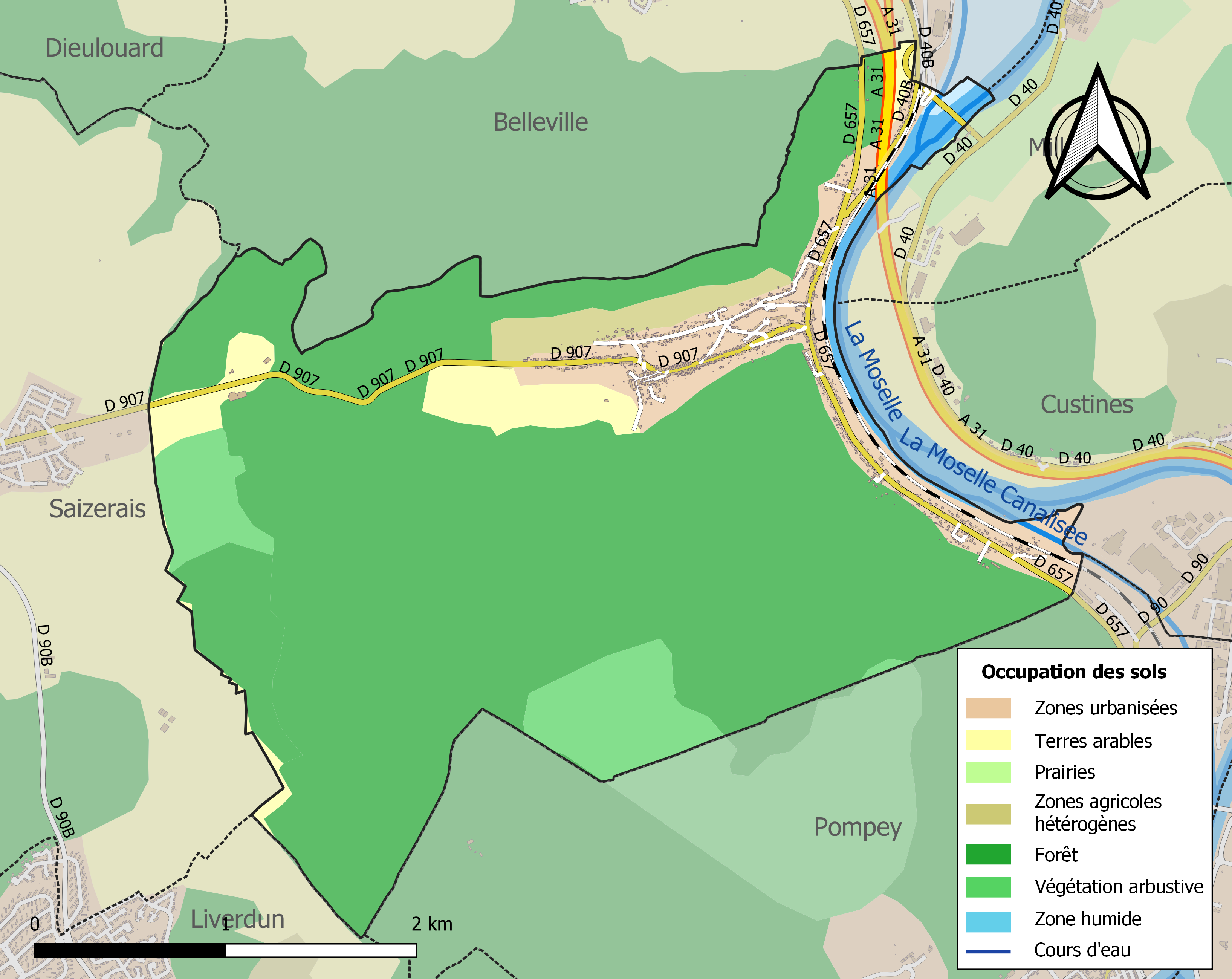
Kaart van de gemeente met de belangrijkste infrastructuur, bodemgebruik en omliggende gemeenten

## Demografie
Onderstaande figuur toont het verloop van het inwonertal (bron: INSEE-tellingen).